# Rocamora (Barcelona)
Rocamora es una localidad perteneciente al municipio de Argensola, en la provincia de Barcelona, España.